# 김하성
김하성(金河成, 1995년 10월 17일 ~ )은 메이저 리그 베이스볼 아메리칸 리그 동부 지구 탬파베이 레이스의 내야수이자 2023년 롤링스 골드글러브 어워드 내셔널 리그 유틸리티 부문 수상자이다.

## 아마추어 시절
공, 수, 주와 더불어 센스까지 갖춘 최고의 2루수로 뽑혔다. 왜소한 체격임에도 불구하고 강한 손목 힘을 바탕으로 밀어쳐 장타를 만들어낼 수 있는 몇 안되는 고교 선수였다. 야탑고등학교 주장이자 4번 타자로 나서 타율 0.375, 출루율 0.477, 장타율 0.614를 기록했다. 약체로 뽑히던 야탑고등학교가 매번 대회에서 4강에 올라가는데 기여했으며 청룡기대회에서 준우승을 하는데 큰 기여를 했다. 원래 고등학교 1학년 때까지 유격수를 보기도 했지만 같은 팀 유격수 박효준이 입단한 후 쭉 2루수로 출장했다. 2루수로는 드물게 어깨가 좋고 강하며 넓은 수비 범위와 더불어 포구 후 송구까지의 속도가 매우 빨라 톱 클래스라는 평가를 들었다. 청소년 대표 때는 2루수와 3루수로 나서며 4할 타율, OPS 10할을 기록했다.

## 한국 프로야구 시절

### 넥센 히어로즈&키움 히어로즈시절
왜소한 체격을 키우기 위해 꾸준한 웨이트로 체중을 늘렸다. 마무리 캠프 때부터 당시 구단주였던 이장석과 당시 감독이었던 염경엽 및 코칭 스태프의 기대를 받았으며 즉전감 대형 유격수이자 팀을 넘어 국가를 빛낼 유격수라는 극찬을 들었다. 2014년 신인 중에서는 홀로 오키나와 캠프까지 합류했으며 오키나와 캠프에서는 5경기 동안 18타수 10안타, 4타점, 6득점을 올리며 인상 깊은 활약을 했다. 이순철 해설위원은 그가 경기하는 걸 보고 "대졸 선수인줄 알았는데 고졸 선수더라. 고졸 선수가 저렇게 플레이하는 건 본 적이 없다. 몇 십년에 한 번 나올까말까 한 센스 있는 고졸 내야수"라며 극찬을 하기도 했다. 1년 차 고졸 신인임에도 불구하고 유일하게 플레이오프뿐만 아니라 한국시리즈 명단에 포함되는 등 감독, 코칭 스텝뿐만 아니라 구단 내에서도 대형 신인으로 평가됐다. 2015년에 강정호가 한국 선수 최초 피츠버그 파이리츠에 포스팅돼 MLB로 진출하자 유격수는 윤석민, 김지수, 백승룡, 임병욱과의 경쟁에서 승리한 그의 차지가 됐다. 2015년 시즌 전반기부터 엄청난 활약을 보여주며 강력한 신인왕 후보로 거론됐으나 구자욱에게 밀리며 수상에 실패했고, 골든글러브 후보에 올랐으나 김재호에게 밀리며 수상에 실패했다. 2016년 9월 20일 KIA전에서 작년 시즌에는 1홈런 차이로 달성하지 못했던 20홈런-20도루를 기록했다. 그러나 2015년에 이어 김재호에게 밀리며 골든글러브 수상에 실패했다. 2017년 5월 18일 한화전에서 이태양을 상대로 데뷔 첫 만루 홈런을 쳐 냈다. 2018년 8월 14일 삼성전에서 심창민을 상대로 역전 홈런을 쳐 내며 팀의 승리를 이끌었다. 2018년 9월 19일 두산전에서 함덕주를 상대로 끝내기 안타를 쳐 내며 팀의 승리를 이끌었다.
2018년 시즌 후 유격수 부문 개인 첫 골든글러브를 수상했다. 2019년 시즌에는 3할 타율, 19홈런, 30도루 이상을 기록하며 골든글러브를 수상해 역대 7번째 2년 연속 유격수 골든글러브 수상자가 됐다. 그리고 5년 차 역대 최고 연봉인 5억 5,000만원에 계약했다. 2020년 시즌 KBO 리그 최초 단일 시즌 20도루 연속 성공, 3할-30홈런-100타점을 달성하며 3년 연속으로 유격수 부문 골든글러브를 수상했다.

## 미국 프로야구 시절

### 샌디에이고 파드리스시절
2020년 시즌 후 MLB에 포스팅을 신청했다. 12월 1일에 MLB 사무국에서 추가 서류를 신청하며 포스팅이 지연됐지만 이후 여러 구단에서 관심을 보였고, 4+1년 424억원에 계약하며 입단하였다.

## 기록
- 9월 24일 SK전에서 KBO 리그 최초 20도루 연속 성공을 달성했다. 이 도루로 KBO 역대 51번째 20-20 클럽 및 구단 첫 20-20 클럽을 2번 달성했다.

## 별명
- 강정호의 뒤를 이어 주전 유격수로 자리 매김하자 강정호의 별명인 '평화왕'에서 따온 '평화왕자'라고 불린다.
- 그의 이름과 킹을 합쳐 '킹하성'이라고 불린다.
- 메이저 리그 베이스볼 시절부터 이름을 영어로 발음할 때 악센트가 '성' 에 들어가는 것에서 착안한 'Awesome Kim' 이란 별명이 생겼다.

## 에피소드
- 그는 훗날 강정호의 빈 자리가 잘 느껴지지 않을만큼 활약하며, 그보다 먼저 지명을 받은 내야수들과 비교 대상이 됐다. 그 해 팀의 1차 지명을 받은 선수는 현재는 외야수지만 당시 그와 함께 주전 유격수 경쟁을 펼쳤던 임병욱이었다.

## 등번호
- '0' (2012년, 넥센 히어로즈)
- '7' (2015년 ~ 현재, 넥센 히어로즈 & 키움 히어로즈 & 샌디에이고 파드리스)

## 출신 학교
- 부천북초등학교
- 부천중학교
- 야탑고등학교

## 통산 기록
| 연 도          | 소 속          | 나 이          | 경 기 | 타 석 | 타 수 | 득 점 | 안 타 | 2 루 타 | 3 루 타 | 홈 런 | 타 점 | 도 루 | 도 실 | 볼 넷 | 삼 진 | 타 율 | 출 루 율 | 장 타 율 | O P S | 루 타 | 병 살 타 | 몸 맞 | 희 타 | 희 플 | 고 4 |
| -------------- | -------------- | -------------- | ----- | ----- | ----- | ----- | ----- | ------- | ------- | ----- | ----- | ----- | ----- | ----- | ----- | ----- | -------- | -------- | ----- | ----- | -------- | ----- | ----- | ----- | ---- |
| 2014           | 넥센           | 19             | 60    | 59    | 48    | 17    | 9     | 2       | 1       | 2     | 7     | 4     | 3     | 8     | 13    | .188  | .298     | .396     | .694  | 19    | 2        | 0     | 2     | 1     | 0    |
| 2015           | 넥센           | 20             | 140   | 582   | 511   | 89    | 148   | 35      | 5       | 19    | 73    | 22    | 4     | 56    | 115   | .290  | .362     | .489     | .851  | 250   | 10       | 5     | 4     | 6     | 2    |
| 2016           | 넥센           | 21             | 144   | 599   | 526   | 92    | 148   | 29      | 7       | 20    | 84    | 28    | 15    | 60    | 80    | .281  | .359     | .477     | .836  | 251   | 7        | 6     | 2     | 5     | 2    |
| 2017           | 넥센           | 22             | 141   | 601   | 526   | 90    | 159   | 36      | 3       | 23    | 114   | 16    | 8     | 58    | 65    | .302  | .376     | .513     | .889  | 270   | 8        | 8     | 2     | 7     | 2    |
| 2018           | 넥센           | 23             | 129   | 576   | 511   | 95    | 147   | 27      | 4       | 20    | 84    | 8     | 2     | 54    | 81    | .288  | .358     | .474     | .832  | 242   | 16       | 5     | 1     | 5     | 2    |
| 2019           | 키움           | 24             | 139   | 625   | 540   | 112   | 166   | 38      | 2       | 19    | 104   | 33    | 4     | 70    | 80    | .307  | .389     | .491     | .880  | 265   | 12       | 7     | 1     | 7     | 4    |
| 2020           | 키움           | 25             | 138   | 622   | 533   | 111   | 163   | 24      | 1       | 30    | 109   | 23    | 2     | 75    | 68    | .306  | .397     | .523     | .921  | 279   | 12       | 8     | 3     | 3     | 3    |
| 2021           | SD             | 26             | 117   | 298   | 267   | 27    | 54    | 12      | 2       | 8     | 34    | 6     | 1     | 22    | 71    | .202  | .270     | .352     | .622  | 94    | 6        | 4     | 2     | 3     | 1    |
| 2022           | SD             | 27             | 150   | 582   | 517   | 58    | 130   | 29      | 3       | 11    | 59    | 12    | 2     | 51    | 100   | .251  | .325     | .383     | .708  | 198   | 9        | 7     | 3     | 4     | 0    |
| KBO 통산 : 7년 | KBO 통산 : 7년 | KBO 통산 : 7년 | 891   | 3664  | 3195  | 606   | 940   | 191     | 23      | 133   | 575   | 134   | 38    | 381   | 502   | .294  | .373     | .493     | .866  | 1576  | 67       | 39    | 15    | 34    | 15   |
| MLB 통산 : 2년 | MLB 통산 : 2년 | MLB 통산 : 2년 | 267   | 880   | 784   | 85    | 184   | 41      | 5       | 19    | 93    | 18    | 3     | 73    | 171   | .235  | .306     | .372     | .678  | 292   | 15       | 11    | 5     | 7     | 1    |